# EarthCam
EarthCam Inc. (дословный перевод с англ. — «Веб-камеры Земли») — компания по производству и установке всепогодных промышленных и городских веб-камер, предназначенных для контроля строительства, наблюдения за историческими достопримечательностями и культурными событиями. Основана в 1996 году в Нью-Джерси, США. Генеральный директор и основатель — Брайан Кюри (Brian Cury).
Alexa = 10,5 

## История
Сайт EarthCam.com был открыт в 1996 году с задачей построить сеть веб-камер для показа всего Мира в режиме реального времени. Сначала они транслировали фотографии (интервал производства которых постоянно сокращался), затем потоковое видео (разрешение которого улучшалось), некоторые камеры имеют архив фотографий генерируемый пользователями.
Охват городов и исторических мест постоянно расширялся. Например, в Москве была установлена одна из первых уличных веб-камер — известная в конце 1990-х годов как «KremlinCam» (Вид на Московский Кремль со стороны ГУМа), затем она переезжала на разные здания «МДМ-Банка» (вид на Кремль со стороны Москвы реки 2002—2010), а сейчас «MoscowCam» транслирует виды района Хамовники (Главное здание МГУ, Лужники и Новодевичий монастырь).
Компания также разрабатывала и внедряла новые технологии в разных отраслях: строительство, транспорт и рекламный контент. Для предприятий и организаций был создан сайт EarthCam.net, где продавались и арендовались камеры и программное обеспечение для управления ими. Новый сервис использовался для развлечения и бизнеса, он позволял осуществлять онлайн «путешествия» онлайн-семинары, и получить доступ к историческим объектам, различным мероприятиям, красочным фейерверкам, событиям и музеям.
Событие под названием «трансляция века» было проведено компанией в новогоднюю ночь (1999/2000) 100 камер, расположенных по всему миру, делали фотографии каждые 30 секунд, просмотр был доступен на интерактивной карте мира на EarthCam.com.
В 2006 году сайт компании получил награду «Webby Awards» — победителя в категории Туризм.
В 2016 году сайт лидировал в по просмотрам веб-камер по данным Alexa Internet.
В Новый год в 2017 на Таймс-сквер были установлены камеры с разрешением 4К для первой в мире 4К веб-трансляции видео на Ютубе

## Сеть сайтов
EarthCam открыла специализированные сайты (EarthCam.net, WebCamStore.com и EarthCamMobile.com), рассчитанные на потребителей веб-кам контента и профессионалов. Имеются мобильные приложения для доступа к камерам для Apple и Android устройств.
EarthCam.com подключает в свой поиск сторонние камеры всему миру. Постоянными зрителями веб-камер являются жители в 192 странах.
Виртуальное путешествие стало возможным с веб-камер, расположенных на основных мировых туристических достопримечательностях, таких как Лондон Эбби-Роуд на Эйфелевой башне в Париже, Рио-де-Жанейро, пляж Копакабана, голливудском бульваре в Лос-Анджелесе и «добро пожаловать в сказочный Лас-Вегас знак» в Вашингтоне, округ Колумбия, рейс 93 Национальный Мемориал, Сиэтл Спейс-Нидл, Атакующий бык на Уолл-Стрит и многие другие.
Доступны также архивные изображения и ускоренное видео до 10-летнего промежутка времени (с сентября 2001 по сентябрь 2011 года) на Граунд-Зиро (Всемирный торговый центр).
В октябре 2011 года сдавайтесь, сделайте новую построили и установили 'TorchCams', пользовательские системы камеры, которые создают видео и широкоформатные изображения, давая посетителям панорамный вид от статуи свободы факел, расположение, который был закрыт для публики в 1916. пять камер были переданы в службы национальных парков компанией earthcam, Inc.в
EarthCam.net обеспечивает потоковое видео, беспроводные и солнечные системы камер для клиентов по всему миру.
EarthCamAir недавно создала передовые технологии по созданию гигапиксельных изображений в аэрофотосъемке на беспилотных летательных аппаратах для получения геопространственных изображений.

## Основные проекты EarthCam
- National September 11 Memorial & Museum[18]
- The Panama Canal Expansion[19]
- Smithsonian Institution
- San Francisco — Oakland Bay Bridge[20]
- Madison Square Garden
- MoscowCam — центр Москвы[21]
- Hong Kong Disneyland
- Los Angeles International Airport
- Ivanpah Solar Generating Field (Ivanpah Solar Power Facility)
- Los Alamos National Laboratory
- Denver Union Station
- George W. Bush Presidential Library[22]
- National Institutes of Health
- Guggenheim and Louvre Museums in Abu Dhabi
- New Levi’s Stadium
- Barclays Center
- Dallas/Fort Worth International Airport
- Lake Champlain Bridge
- Perot Museum of Nature and Science
- OliverMcMillan[23]
- Whitney Museum of American Art
- Akron Children’s Hospital
- U.S. Bank Stadium
- Daytona International Speedway
- National Museum of African American History and Culture
- Los Angeles Rams
- Milwaukee Bucks
- New Tappan Zee Bridge
- Jeddah Tower
- Golden State Warriors
- Mercedes-Benz Stadium
- Golden State Warriors
- San Francisco Museum of Modern Art
- 56 Leonard Street
- Minnesota Vikings
- Duke University Medical Center
- Levi’s Stadium
- MetLife Stadium
- Duke University Medical Center
- National Museum of African American History and Culture
- Daytona International Speedway
- University of Kentucky